# Alex Rădulescu
Alex Rădulescu, né le 7 décembre 1974 à Bucarest, est un ancien joueur de tennis professionnel allemand.

## Palmarès

### Finale en simple messieurs
| No | Date       | Nom et lieu du tournoi   | Catégorie    | Dotation  | Surface    | Vainqueur        | Score         |  |
| -- | ---------- | ------------------------ | ------------ | --------- | ---------- | ---------------- | ------------- |  |
| 1  | 07-04-1997 | Gold Flake Open, Chennai | World Series | 405 000 $ | Dur (ext.) | Mikael Tillström | 6-4, 4-6, 7-5 |  |

## En Grand Chelem
- Tournoi de Wimbledon : quart de finale en 1996